# Museo di belle arti Shalva Amiranashvili
Il Museo di belle arti Shalva Amiranashvili (in georgiano შალვა ამირანაშვილის სახელობის ხელოვნების სახელმწიფო მუზეუმი?) è il museo nazionale d'arte della Georgia e si trova a Tbilisi.

## Storia
Il museo è stato creato nel 1932 sulla base delle collezioni appartenute alla Galleria d'arte nazionale (creata nel 1920 per opera dall'artista Dimitri Shevardnadze e diretta antenata dell'attuale esposizione), alla Società storico-etnografica, alla Società per la diffusione dell'alfabetizzazione e all'Università statale di Tbilisi.
Nel 1945 la collezione si è arricchita delle opere facenti parte del Tesoro Nazionale rientrate in patria dopo che erano state trasferite in Francia nel 1921 a seguito dell'invasione dell'Armata Rossa. 
Nel 1950 il museo è stato trasferito nella sede del vecchio seminario di Tbilisi, antica scuola teologica cittadina fondata nel 1838.
Il museo è stato intitolato a Shalva Amiranashvili che ha ricoperto per molti anni l'incarico di direttore dell'istituzione contribuendo in maniera significativa al suo sviluppo.

## Esposizioni permanenti
Il museo ospita una vasta esposizione di arte georgiana, russa ed orientale. Nelle sale sono conservate numerose opere di arte persiana del periodo della dinastia Qajar, inoltre vi è una ricca collezione di dipinti di artisti georgiani (quali Niko Pirosmani, Gigo Gabashvili e Lado Gudiashvili) e russi del XIX e XX secolo.